# RW Девы
RW Девы (лат. RW Virginis), HD 105266 — двойная звезда в созвездии Девы на расстоянии приблизительно 1276 световых лет (около 391 парсек) от Солнца. Визуальная звёздная величина звезды — от +7,38m до +6,72m.
Открыта Вильяминой П. Флеминг в обсерватории Гарвардского колледжа в 1898 году и Фридрихом Лаузе в 1932 году*.

## Характеристики
Первый компонент — красный гигант, пульсирующая медленная неправильная переменная звезда (LB) спектрального класса M5II, или M5III, или Mb. Масса — около 1,66 солнечной, радиус — около 411,375 солнечного, светимость — около 3442,492 солнечной. Эффективная температура — около 3246 K.
Второй компонент — красный карлик спектрального класса M. Масса — около 153,31 юпитерианской (0,1463 солнечной). Удалён в среднем на 1,771 а.е..